# Грефберг, Густав
Густав Грефберг (швед. Gustaf Grefberg; 1974) — шведский композитор и музыкант. Известен под псевдонимом Lizardking.
Начал свою музыкальную деятельность на демосцене для Amiga, писал трекерную музыку. Участвовал или участвует в таких демогруппах, как Alcatraz, The Silents, Razor 1911, The Black Lotus и Triton. Грефберг изобрёл новый музыкальный стиль под названием «Doskpop» и выпустил несколько музыкальных дисков с музыкой этого стиля, например, «Doskpop The Compilation» и «Memorial Songs 1+2».
В 1994 году Грефберг выпустил компакт-кассету с альбомом «Mindlitter», в создании которого также участвовал Мартин Уолл (англ. Martin Wall).
Он также принимал участие в таких проектах, как Merregnon и Симфоническом концерте игровой музыки, который проводился в рамках Games Convention.
Густав Грефберг является штатным композитором шведской компании Starbreeze Studios, которая специализируется на разработке компьютерных игр. Он написал музыку для таких игр Starbreeze, как Enclave, Knights of the Temple: Infernal Crusade, Justice, The Chronicles of Riddick: Escape from Butcher Bay, Magus Dawn, Brothers: A Tale of Two Sons и The Darkness. Саундтрек к «The Chronicles of Riddick: Escape from Butcher Bay» получил награду «Лучший игровой саундтрек 2004 года» от ведущего немецкого игрового журнала GameStar.

## Дискография
- Physiology (1993)
- Mindlitter (1994)
- Fashion8 (1998)
- Audiophonik (1999)
- Merregnon Vol.1 (2001)
- Merregnon Vol.2 (2004)
- Born in the Stars (as Xain) (2004)